# Куб
Куб (др.-греч. κύβος); иногда гекса́эдр или правильный гекса́эдр — многогранник, поверхность которого состоит из шести квадратов. Куб является правильным многогранником.
Частный случай параллелепипеда и призмы.
В различных дисциплинах используются значения термина, имеющие отношения к тем или иным свойствам геометрического прототипа. В частности, в аналитике (OLAP-анализ) применяются так называемые аналитические многомерные кубы, позволяющие в наглядном виде сопоставить данные из различных таблиц.

## Свойства куба
- Четыре сечения куба являются правильными шестиугольниками — эти сечения проходят через центр куба перпендикулярно четырём его главным диагоналям.
- В куб можно вписать тетраэдр двумя способами. В обоих случаях четыре вершины тетраэдра будут совмещены с четырьмя вершинами куба и все шесть рёбер тетраэдра будут принадлежать граням куба. В первом случае все вершины тетраэдра принадлежат граням трёхгранного угла, вершина которого совпадает с одной из вершин куба. Во втором случае попарно скрещивающиеся ребра тетраэдра принадлежат попарно противолежащим граням куба. Такой тетраэдр является правильным, а его объём составляет 1/3 от объёма куба.
- В куб можно вписать октаэдр, притом все шесть вершин октаэдра будут совмещены с центрами шести граней куба.
- Куб можно вписать в октаэдр, притом все восемь вершин куба будут расположены в центрах восьми граней октаэдра.
- В куб можно вписать икосаэдр, при этом шесть взаимно параллельных рёбер икосаэдра будут расположены соответственно на шести гранях куба, остальные 24 ребра — внутри куба. Все двенадцать вершин икосаэдра будут лежать на шести гранях куба.
- Диагональю куба называют отрезок, соединяющий две вершины, симметричные относительно центра куба. Длина {\displaystyle d} диагонали куба с ребром {\displaystyle a} находится по формуле {\displaystyle d=a{\sqrt {3}}.}